# Gian-Franco Kasper
 (juin 2021).
Si vous disposez d'ouvrages ou d'articles de référence ou si vous connaissez des sites web de qualité traitant du thème abordé ici, merci de compléter l'article en donnant les références utiles à sa vérifiabilité et en les liant à la section « Notes et références ».
Pour les articles homonymes, voir Kasper.
Gian-Franco Kasper (né le 24 janvier 1944 à Saint-Moritz et mort le 9 juillet 2021) est un dirigeant sportif suisse, président de la Fédération internationale de ski de 1998 à 2021.

## Biographie
Ancien sportif dans les disciplines de ski alpin ou nordique, skeleton, bobsleigh, Gian-Franco Kasper consacre sa vie au service du sport, il cumule les postes à l'intérieur des organisations. Il est secrétaire général de la Fédération internationale de ski de 1979 à 1998 puis président de cet organisme de 1998 à juin 2021, membre du CIO entre 2000 et 2018, organisant toutes les éditions des Jeux olympiques d'hiver durant cette période, et également membre de l'Agence mondiale antidopage à partir de 2003.
Il meurt le 9 juillet 2021 après plusieurs semaines d’hospitalisation.